# Nesticus
Nesticus är ett släkte av spindlar som beskrevs av Tord Tamerlan Teodor Thorell 1869. Nesticus ingår i familjen grottspindlar.

## Dottertaxa tillNesticus, i alfabetisk ordning[1][2]
- Nesticus abukumanus
- Nesticus afghanus
- Nesticus akamai
- Nesticus akiensis
- Nesticus akiyoshiensis
- Nesticus ambiguus
- Nesticus anagamianus
- Nesticus antillanus
- Nesticus archeri
- Nesticus arenstorffi
- Nesticus arganoi
- Nesticus asuwanus
- Nesticus balacescui
- Nesticus barri
- Nesticus barrowsi
- Nesticus beroni
- Nesticus beshkovi
- Nesticus bishopi
- Nesticus brasiliensis
- Nesticus breviscapus
- Nesticus brignolii
- Nesticus brimleyi
- Nesticus bungonus
- Nesticus calilegua
- Nesticus campus
- Nesticus carolinensis
- Nesticus carpaticus
- Nesticus carteri
- Nesticus caverna
- Nesticus cellulanus
- Nesticus cernensis
- Nesticus chikunii
- Nesticus citrinus
- Nesticus concolor
- Nesticus constantinescui
- Nesticus cooperi
- Nesticus coreanus
- Nesticus crosbyi
- Nesticus delfini
- Nesticus diaconui
- Nesticus dilutus
- Nesticus echigonus
- Nesticus eremita
- Nesticus fagei
- Nesticus flavidus
- Nesticus furenensis
- Nesticus furtivus
- Nesticus georgia
- Nesticus gertschi
- Nesticus gondai
- Nesticus gujoensis
- Nesticus henderickxi
- Nesticus higoensis
- Nesticus hoffmanni
- Nesticus holsingeri
- Nesticus idriacus
- Nesticus inconcinnus
- Nesticus ionescui
- Nesticus iriei
- Nesticus iwatensis
- Nesticus jamesoni
- Nesticus jonesi
- Nesticus kaiensis
- Nesticus karyuensis
- Nesticus kataokai
- Nesticus kunisakiensis
- Nesticus kuriko
- Nesticus kyongkeomsanensis
- Nesticus latiscapus
- Nesticus libo
- Nesticus lindbergi
- Nesticus longiscapus
- Nesticus luquei
- Nesticus lusitanicus
- Nesticus maculatus
- Nesticus masudai
- Nesticus mikawanus
- Nesticus mimus
- Nesticus monticola
- Nesticus morisii
- Nesticus murgis
- Nesticus nahuanus
- Nesticus nasicus
- Nesticus nishikawai
- Nesticus noroensis
- Nesticus obcaecatus
- Nesticus orghidani
- Nesticus paynei
- Nesticus pecki
- Nesticus plesai
- Nesticus potreiro
- Nesticus potterius
- Nesticus rainesi
- Nesticus rakanus
- Nesticus ramirezi
- Nesticus reclusus
- Nesticus reddelli
- Nesticus sbordonii
- Nesticus secretus
- Nesticus sedatus
- Nesticus sheari
- Nesticus shinkaii
- Nesticus shureiensis
- Nesticus silvanus
- Nesticus silvestrii
- Nesticus sodanus
- Nesticus sonei
- Nesticus speluncarum
- Nesticus stupkai
- Nesticus stygius
- Nesticus suzuka
- Nesticus taim
- Nesticus takachiho
- Nesticus tarumii
- Nesticus tennesseensis
- Nesticus tosa
- Nesticus uenoi
- Nesticus unicolor
- Nesticus vazquezae
- Nesticus wiehlei
- Nesticus yaginumai
- Nesticus yamagatensis
- Nesticus yamato
- Nesticus yesoensis
- Nesticus zenjoensis